# Distrito electoral de Blaine (condado de Rock, Nebraska)
Blaine (en inglés: Blaine Precinct) es un distrito electoral ubicado en el condado de Rock en el estado estadounidense de Nebraska. En el Censo de 2010 tenía una población de 62 habitantes y una densidad poblacional de 0,25 personas por km².

## Geografía
Blaine se encuentra ubicado en las coordenadas 42°23′49″N 99°18′45″O / 42.39694, -99.31250. Según la Oficina del Censo de los Estados Unidos, Blaine tiene una superficie total de 248.34 km², de la cual 243.18 km² corresponden a tierra firme y (2.08%) 5.16 km² es agua.

## Demografía
Según el censo de 2010, había 62 personas residiendo en Blaine. La densidad de población era de 0,25 hab./km². De los 62 habitantes, Blaine estaba compuesto por el 100% blancos.